# 4 septembre 1977
Le dimanche 4 septembre 1977 est le 247e jour de l'année 1977.

## Naissances
- Élisabeth Maistre, chanteuse et musicienne française
- Şebnem Paker, chanteuse turque
- Abgar Barsom, footballeur suédois
- Andrew Levitas, acteur, producteur et réalisateur américain
- Derek Meyers (mort le 28 mars 2023), homme politique canadien
- Hanna Elise Marcussen, personnalité politique norvégienne
- Harrach Bekkay (mort le 19 mai 2010), islamiste d'origine marocaine et de nationalité allemande
- Jeff Hamilton, joueur de hockey sur glace américain
- Kia Stevens, catcheur américain
- Lucie Silvas, chanteuse britannique
- Nenad Mirosavljević, footballeur serbe
- Oleksіï Tchernichov, homme politique ukrainien
- Serhiy Perkhun (mort le 28 août 2001), joueur de football russe

## Décès
- Adolphe Jauréguy (né le 18 février 1898), joueur français de rugby à XV
- Ernst Friedrich Schumacher (né le 16 août 1911), économiste britannique
- Honorine Hermelin (née le 19 octobre 1886), traductrice suédoise
- Jaques Berger (né le 20 octobre 1902), artiste peintre, dessinateur et lithographe vaudois
- Jean-Henri Pargade (né le 21 septembre 1928), joueur français de rugby à XV
- Jean Rostand (né le 30 octobre 1894), biologiste et philosophe français (1894–1977)
- Stélios Perpiniádis (né le 14 mai 1899), chanteur grec

## Événements
- Découverte des astéroïdes (2368) Beltrovata et (79086) Gorgasali
- déploiement des premiers SS-20 soviétiques en Europe de l'Est. Début de la crise des euromissiles : à partir de 1977, l’URSS déploie 396 missiles mobiles tactiques portant trois têtes nucléaires de 150 kilotonnes chacune, les SS-20 de portée intermédiaire, capables de frapper tous les centres urbains de l’Europe occidentale.